# Sollana
Sollana község Spanyolországban, Valencia tartományban. Sollana Valencia, Albalat de la Ribera, Sueca, Algemesí, Almussafes, Alginet, Benifaió és Silla községekkel határos. Lakosainak száma 5035 fő (2024).

## Népesség
A település népessége az utóbbi években az alábbiak szerint változott:
| Lakosok száma | 4487 | 4515 | 4708 | 4913 | 5017 | 4932 | 4886 | 4861 | 4915 | 5035 |
|               | 2001 | 2004 | 2007 | 2009 | 2012 | 2014 | 2017 | 2019 | 2022 | 2024 |